# Jasus paulensis
Jasus paulensis is een tienpotigensoort uit de familie van de Langoesten (Palinuridae). De wetenschappelijke naam van de soort is voor het eerst geldig gepubliceerd in 1862 door Heller. Deze worden gevonden bij St. Paul eiland en bij Tristan da Cunha zwemmend in kelpwoud aan de rotskust tussen de 10 en 35 meter onder de zeeoppervlakte.